# Crenshaw (Mississippi)
Crenshaw é uma cidade  localizada no estado americano de Mississippi, no Condado de Panola e Condado de Quitman.

## Demografia
Segundo o censo americano de 2000, a sua população era de 916 habitantes.
Em 2006, foi estimada uma população de 921, um aumento de 5 (0.5%).

## Geografia
De acordo com o United States Census Bureau tem uma área de
1,1 km², dos quais 1,1 km² cobertos por terra e 0,0 km² cobertos por água.

## Localidades na vizinhança
O diagrama seguinte representa as localidades num raio de 28 km ao redor de Crenshaw.